# Fredegunde

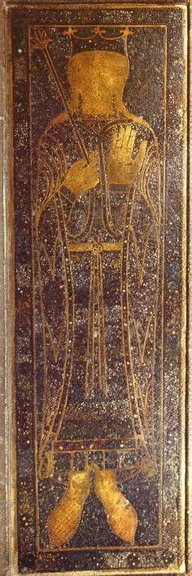
Fredegunde

Fredegunde († 597) war die Konkubine und ab etwa 570/571 Ehefrau des merowingischen Königs Chilperich I. von Neustrien und Mutter des Thronfolgers Chlothar II.

## Leben
Fredegunde war ursprünglich eine unfreie Magd von niedrigster Herkunft. Sie gehörte zum Gesinde von König Chilperich und dessen erster Gemahlin Audovera. Spätestens ab 565 war sie Konkubine Chilperichs.
Chilperich trennte sich um 565/567 von Audovera und vermählte sich 567 mit Gailswintha, der Tochter des westgotischen Königs Athanagild, nachdem sein Halbbruder und Rivale, König Sigibert I. von Austrasien, 566 Gailswinthas jüngere Schwester Brunichild geheiratet hatte. Chilperich war aber nicht bereit, auf seine Verbindung mit Fredegunde zu verzichten, obwohl er dies Athanagild versprochen hatte. Darauf wollte Gailswintha zu ihrem Vater zurückkehren, was Chilperich jedoch ablehnte. Er ließ 570/571 seine Frau von einem seiner Dienstleute erdrosseln. Wenige Tage später heiratete er Fredegunde.
Gailswinthas Ermordung verschärfte den bereits bestehenden politischen Gegensatz zwischen Chilperich und Gailswinthas Schwager Sigibert. In dem Krieg, der darauf zwischen den beiden Reichen ausbrach, erzielte Chilperich Anfangserfolge, geriet dann aber durch eine Gegenoffensive Sigiberts 575 in eine verzweifelte Lage. Er wurde nur dadurch gerettet, dass Fredegunde Sigibert bei Vitry von zwei Dienstleuten mit vergifteten Messern ermorden ließ. Später organisierte Fredegunde einen ähnlichen Mordanschlag auf Sigiberts Sohn und Nachfolger Childebert II., der jedoch scheiterte.
Chilperich hatte von Gailswintha keine Kinder, von seiner ersten Gemahlin Audovera drei Söhne, von denen der älteste, Theudebert, 575 im Krieg gegen Sigibert fiel. Der zweite, Merowech, heiratete die nach Sigiberts Tod verwitwete Brunichild. Damit stellte er sich gegen seinen Vater und vor allem gegen seine Stiefmutter Fredegunde, die damals bereits kleine Söhne hatte, wodurch Merowechs Thronfolge gefährdet war. Merowech erhob sich gegen Chilperich; als der Aufstand gescheitert war, ließ er sich von einem Vertrauten töten, um nicht in die Hände seines Vaters zu fallen. Damit war Chlodowech, Audoveras dritter Sohn, der einzige überlebende männliche Nachkomme aus Chilperichs erster Ehe. Er geriet wie schon Merowech in Konflikt mit Fredegunde, da er Alleinerbe sein wollte. Chilperich ließ ihn 580 festnehmen und übergab ihn Fredegunde, die ihn in Noisy-le-Grand, wo er gefangengehalten wurde, ermorden ließ. Gegenüber dem König gab Fredegunde den Tod seines Sohnes als Selbstmord aus. Auch Audovera wurde nun – offenbar auf Veranlassung Fredegundes – ermordet, worauf sich Fredegunde die Schätze der damit ausgeschalteten Sippe aneignete. So sicherte Fredegunde ihrer eigenen Nachkommenschaft die Thronfolge.
Fredegunde hatte mit Chilperich fünf Söhne und eine Tochter. Die vier ältesten Söhne Chlodobert (* 565; † 580), Samson (* 575; † 577), Dagobert († 580) und Theuderich (* 582; † 584) starben in jugendlichem Alter schon zu Chilperichs Lebzeiten. Der jüngste Sohn, Chlothar II., war daher der einzige Thronfolger. Er war erst vier Monate alt, als Chilperich 584 ermordet wurde.
Die einzige Tochter von Chilperich und Fredegunde hieß Rigunth. Sie wurde mit dem Sohn des Westgotenkönigs Leovigild, Rekkared I., verlobt, um Chilperichs Bündnis mit Leovigild zu bekräftigen. Im September 584 brach sie nach Spanien auf. Unterwegs erhielt sie die Nachricht vom Tod ihres Vaters. Unter diesen Umständen konnte sie die Reise nicht fortsetzen, sondern kehrte zu ihrer Mutter zurück; das Heiratsprojekt war gescheitert. 589 kam es zu schweren, auch handgreiflichen Auseinandersetzungen zwischen Mutter und Tochter.
Nach Chilperichs Tod musste sich Fredegunde unter den Schutz von König Guntram I. stellen. Daher lud sie zusammen mit den Großen Guntram ein, die Herrschaft in ihrem Reichsteil zu übernehmen. Guntram war ein Halbbruder Chilperichs, der in Orléans residierte. Er war zuletzt ein Gegner Chilperichs gewesen; in der Zeit vor Chilperichs Tod schien ein Kriegsausbruch zwischen den beiden Reichen bevorzustehen. Vergeblich forderte der austrasische König Childebert II. Fredegundes Auslieferung wegen des Mordes an seinem Vater Sigibert I.
Da Fredegunde des Ehebruchs verdächtigt wurde, musste sie auf Verlangen Guntrams mit drei Bischöfen und dreihundert vornehmen Männern als Eideshelfern beschwören, dass Chlothar ein Sohn Chilperichs war. Sie führte dann die Regierung für ihren Sohn, bis sie 597 starb. Fredegunde wurde – wie ihr Ehemann – in der Kirche St. Vincent in Paris beerdigt.

## Rezeption
Die Hauptquelle ist das Geschichtswerk des Bischofs Gregor von Tours, eines Zeitgenossen Fredegundes, der sie ebenso wie ihren Ehemann in sehr ungünstigem Licht darstellt. Seine Schilderung hat das Bild Fredegundes für die Nachwelt geprägt und wird auch heute von der Forschung für glaubwürdig gehalten. Da der politische Mord zu ihren bevorzugten Kampfmitteln gehörte, wurde ihr sogar die Ermordung ihres Ehemanns Chilperich, dem sie alles verdankte, zugetraut. Allerdings ist zu beachten, dass wir über ihr Leben nur aus gegnerischer Perspektive unterrichtet sind.
- Reinhard Keiser brachte im Jahr 1715 eine Oper mit dem Titel Fredegunda in der Oper am Gänsemarkt in Hamburg heraus.
- Felix Dahn schrieb den Roman Fredegundis 1886.
- 1895 wurde die Oper Frédégonde (Musik: Ernest Guiraud, Camille Saint-Saëns und Paul Dukas, Libretto: Louis Gallet) uraufgeführt.
- Emil Lucka verarbeitete das Thema ebenfalls. 1921 erschien sein Roman Fredegund.
- Peter Hacks verfasste 1984 ein Drama mit dem Titel Fredegunde (Uraufführung 1989, Staatstheater Braunschweig).